# Degiro
Degiro est une société néerlandaise de courtage basée à Amsterdam aux Pays-Bas. 

## Historique
Degiro est créé en 2008 par cinq anciens employés de Binck.
Réservée jusqu’alors aux professionnels, Degiro lance, le 23 septembre 2013, ses services aux particuliers aux Pays-Bas.
En 2014 puis 2015 Degiro lance une expansion à travers l’Europe commençant alors à fournir ses services de broker discount en donnant accès en ligne à plus de 60 marchés aux particuliers.
Le 22 septembre 2014, Euronext annonce un partenariat avec Degiro dans le cadre de la distribution des services aux particuliers d’Euronext par Degiro. Ce partenariat est effectué à l’annonce des résultats pour le troisième trimestre 2014 d'Euronext qui cherche à se montrer plus compétitive sur le segment du marché hollandais auprès des particuliers. 
Le 11 juin 2015 Degiro lance sa plateforme pour les investisseurs anglais. Par la suite l’expansion se fera aux Pays-Bas, l’Italie, la France, l’Autriche, la Suisse, l’Allemagne, la République tchèque, l’Espagne, le Portugal, la Pologne, la Grèce, la Hongrie, le Danemark, la Suède, l’Angleterre, la Norvège, la Finlande et l’Irlande.
Le 16 décembre 2019, le courtier en ligne allemand Flatex (de) rachète Degiro pour devenir le "champion" du courtage en ligne en Europe,.
Bénéficiant de la crise économique liée à la pandémie de Covid-19, Degiro voit son nombre de client doubler en un an et atteindre 1.2 million de clients fin 2020.

## Critiques
Le processus d'internalisation des ordres des clients contre le fonds spéculatif HiQ Market Neutral de DEGIRO a fait l'objet d'une enquête dans la presse. Les clients se sont vus refuser l'exécution d'ordres passifs, parce que l'internalisateur leur a sauté dessus.

### Vente d'ordres
En juin 2021, les médias publics néerlandais ont rapporté que DEGIRO commencerait à vendre les ordres de ses clients à Tradegate. Les régulateurs néerlandais n'ont pas approuvé cette pratique, connue sous le nom de paiement pour le flux d'ordres (PFOF). Cependant, à la suite du rachat de DEGIRO par la société allemande Flatex, l'argent de ses clients néerlandais est désormais stocké sur un compte bancaire allemand. Par conséquent, les pratiques commerciales de DEGIRO relèvent en grande partie de la juridiction allemande, où cette pratique est légale.
Dans un courriel adressé à ses clients, DEGIRO a répondu que certains articles de presse n'étaient pas exacts. DEGIRO affirme que l'accord Tradegate permet aux utilisateurs de négocier en dehors des heures d'ouverture normales des marchés boursiers et que les utilisateurs conservent le contrôle total de l'envoi de leurs ordres à Tradegate.

## Réglementation
Degiro est supervisé par l’autorité financière des marchés néerlandais et sous contrôle prudentiel de la Banque des Pays-Bas. Elle est aussi enregistrée auprès de l'Autorité de contrôle prudentiel et de résolution.

## Plateforme de trading
Degiro fournit à ses clients une plateforme de trading en ligne dont la société est propriétaire. Elle comprend un accès en direct à différentes bourses européennes ainsi que de passer les cinq types d’ordre de l’investissement financier.